# Дулут (Міннесота)
Дулут (англ. Duluth, /dəˈluːθ/ слухатиⓘ) — місто (англ. city) в США, в окрузі Сент-Луїс штату Міннесота. Населення — 86 697 осіб (2020).

## Географія
Дулут розташований за координатами 46°47′0″ пн. ш. 92°7′7″ зх. д. / 46.78333° пн. ш. 92.11861° зх. д. (46.783229, -92.118710).  За даними Бюро перепису населення США в 2010 році місто мало площу 226,44 км², з яких 175,58 км² — суходіл та 50,86 км² — водойми.

### Клімат
| Клімат : Дулут                                      | Клімат : Дулут | Клімат : Дулут | Клімат : Дулут | Клімат : Дулут | Клімат : Дулут | Клімат : Дулут | Клімат : Дулут | Клімат : Дулут | Клімат : Дулут | Клімат : Дулут | Клімат : Дулут | Клімат : Дулут | Клімат : Дулут |
| Показник                                            | Січ.           | Лют.           | Бер.           | Квіт.          | Трав.          | Черв.          | Лип.           | Серп.          | Вер.           | Жовт.          | Лист.          | Груд.          | Рік            |
| Абсолютний максимум, °C                             | 12,8           | 14,4           | 27,2           | 31,1           | 35,0           | 36,1           | 41,1           | 36,1           | 35,0           | 30,0           | 22,8           | 13,3           | 41,1           |
| Середній максимум, °C                               | −7,3           | −4,4           | 1,3            | 9,6            | 16,8           | 21,6           | 24,6           | 23,5           | 18,3           | 10,8           | 2,0            | −5,4           | 9,3            |
| Середній мінімум, °C                                | −16,9          | −14,4          | −8,1           | −1,1           | 4,8            | 9,6            | 13,0           | 12,4           | 7,8            | 1,6            | −5,6           | −13,7          | −0,8           |
| Абсолютний мінімум, °C                              | −40,6          | −39,4          | −33,9          | −20,6          | −8,9           | −2,8           | 1,7            | 0,0            | −5             | −14,4          | −33,9          | −37,2          | −40,6          |
| Середня кількість сонячних годин на місяць          | 132,7          | 149,7          | 190,7          | 229,5          | 263,5          | 272,8          | 307,5          | 261,8          | 194,0          | 150,4          | 98,5           | 102,3          | 2353           |
| Норма опадів, мм                                    | 24             | 21             | 38             | 62             | 82             | 107            | 98             | 94             | 104            | 72             | 53             | 31             | 786            |
| Днів з опадами                                      | 10,3           | 8,5            | 9,7            | 10,6           | 12,3           | 12,6           | 11,8           | 10,8           | 12,3           | 11,3           | 10,7           | 10,5           | 131,4          |
| Днів зі снігом                                      | 12,9           | 10,1           | 8,7            | 4,6            | 0,5            | 0              | 0              | 0              | 0,1            | 2,0            | 8,9            | 12,8           | 60,6           |
| Вологість повітря, %                                | 72.0           | 69.8           | 69.3           | 63.6           | 62.7           | 69.5           | 70.9           | 74.5           | 75.7           | 71.4           | 74.9           | 76.3           | 70.9           |
| --------------------------------------------------- | -------------- | -------------- | -------------- | -------------- | -------------- | -------------- | -------------- | -------------- | -------------- | -------------- | -------------- | -------------- | -------------- |
| Джерело: NOAA (relative humidity and sun 1961–1990) |                |                |                |                |                |                |                |                |                |                |                |                |                |

## Демографія
Згідно з переписом 2010 року, у місті мешкало 86 265 осіб у 35 705 домогосподарствах у складі 18 680 родин. Густота населення становила 381 особа/км².  Було 38208 помешкань (169/км²).
Расовий склад населення:
| - 90,4 % — білих - 2,5 % — корінних американців - 2,3 % — чорних або афроамериканців - 1,5 % — азіатів |

До двох чи більше рас належало 3,0 %. Частка іспаномовних становила 1,5 % від усіх жителів.
За віковим діапазоном населення розподілялося таким чином: 18,5 % — особи молодші 18 років, 67,7 % — особи у віці 18—64 років, 13,8 % — особи у віці 65 років та старші. Медіана віку мешканця становила 33,6 року. На 100 осіб жіночої статі у місті припадало 96,0 чоловіків;  на 100 жінок у віці від 18 років та старших — 94,5 чоловіків також старших 18 років.
Середній дохід на одне домашнє господарство  становив 61 596 доларів США (медіана — 45 034), а середній дохід на одну сім'ю — 80 286 доларів (медіана — 64 363). Медіана доходів становила 46 176 доларів для чоловіків та 37 266 доларів для жінок. За межею бідності перебувало 21,5 % осіб, у тому числі 23,2 % дітей у віці до 18 років та 9,0 % осіб у віці 65 років та старших.
Цивільне працевлаштоване населення становило 44 098 осіб. Основні галузі зайнятості: освіта, охорона здоров'я та соціальна допомога — 33,4 %, мистецтво, розваги та відпочинок — 14,1 %, роздрібна торгівля — 13,4 %.

## Відомі люди
У місті народились:
- Роберт Аллен Ціммерман, більше відомий як Боб Ділан.
- Джейн Ґеллоп (* 1952) — американська дослідниця.